# Стрела (космический кран)

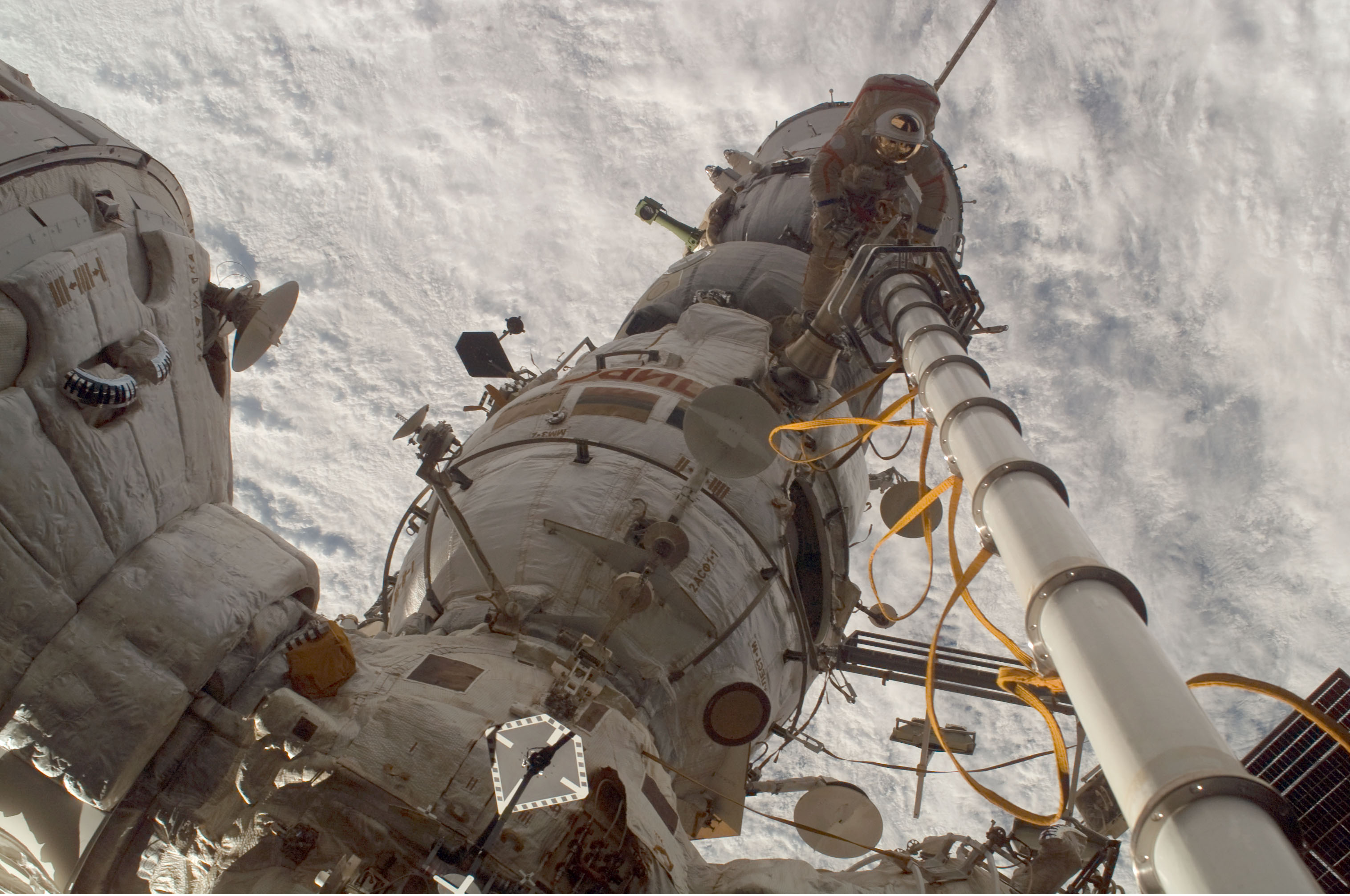
Бортинженер Кононенко фотографирует командира Сергея Волкова, работающего со «Стрелой». Командир стоит на поверхности модуля «Пирс» спиной к кораблю «Союз». Слева — модуль «Заря», внизу изображения виден модуль «Звезда»

Грузовая Стрела (ГСт) — грузовой кран для перемещения грузов и космонавтов по внешней поверхности орбитальной станции. Использовался на советской/российской станции «Мир» и применяется в российском сегменте МКС.
На станции «Мир» два крана «Стрела» были доставлены на корабле «Прогресс» и крепились к базовому модулю. 
На МКС краны ГСтМ-1 и ГСтМ-2 были доставлены миссиями STS-96 и STS-101 и установлены на модуле «Пирс». В 2012 году, в преддверии окончания срока службы «Пирса», они были перемещены на поверхность модулей «Поиск» и «Заря» соответственно.
Кран представляет собой телескопическую конструкцию, способную вытягиваться на длину 15 метров. Благодаря этому на станции «Мир» в зоне досягаемости крана были все основные модули, а на МКС кран может перемещать грузы по всей длине российского сегмента.